# Theophrasta fulgens
Theophrasta fulgens là một loài thực vật có hoa trong họ Anh thảo. Loài này được (Hook. f.) Kuntze miêu tả khoa học đầu tiên năm 1891.